# Anthony Georgiou
Pour les articles homonymes, voir Georgiou.
Anthony Georgiou, né le 24 février 1997 à Lewisham en Angleterre, est un footballeur international chypriote. Il évolue au poste de milieu de terrain avec Leyton Orient.

## Biographie

### En club
Il joue son premier match professionnel avec Tottenham le 26 septembre 2017, contre l'APOEL Nicosie, lors de la phase de groupe de la Ligue des champions. Georgiou effectue son entrée sur la pelouse du stade GSP de Nicosie à la 84e minute de jeu, en remplacement de Moussa Sissoko.
Le 31 janvier 2019 , il est prêté pour six mois et sans option d' achat à Levante  . Il joue son premier match avec la réserve du club espagnol le 10 février 2019 lors d une défaite 2-1 à Badalona. Le 24 février 2019, il inscrit un but face à Hercules Alicante. Au total, il aura joué 11 matchs et marqué un but avec la réserve de Levante en troisième division espagnole.
Le 19 août 2019, il est prêté sans option d' achat à Ipswich Town en League One, la troisième division anglaise.
Le 31 janvier 2020, il est prêté à Bolton Wanderers.
Le 21 janvier 2021 il rejoint AEL Limassol.
Le 30 juin 2022, il rejoint Leyton Orient.

### En équipe nationale
Il reçoit sa première sélection en équipe de Chypre le 23 mars 2018, en amical contre le Monténégro. La rencontre, disputée à Stróvolos, se solde par un match nul et vierge.

## Palmarès

### En club
- Champion de la Football League Two (4e division) en 2023 avec Leyton Orient